# パラアイスホッケー

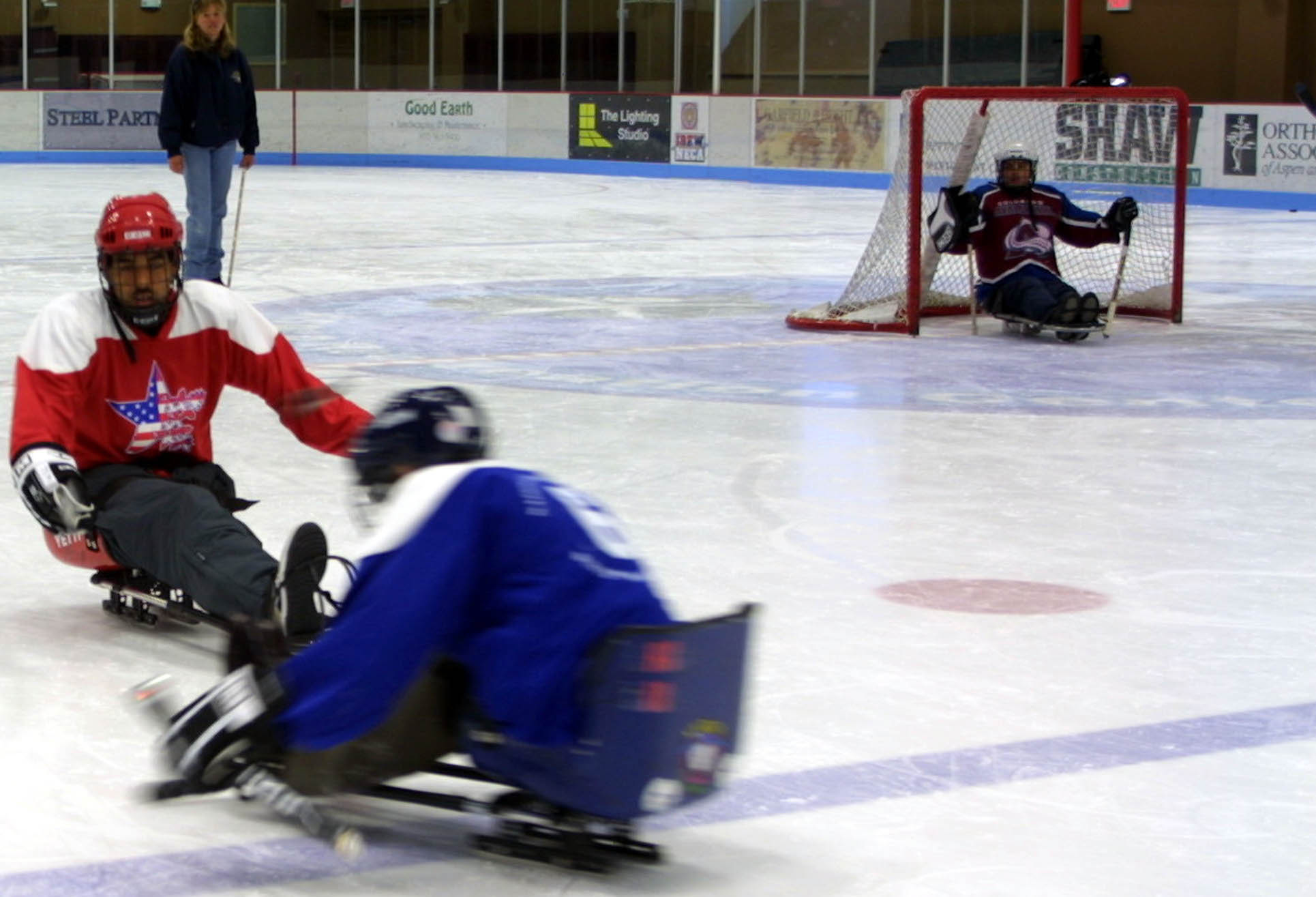
試合風景

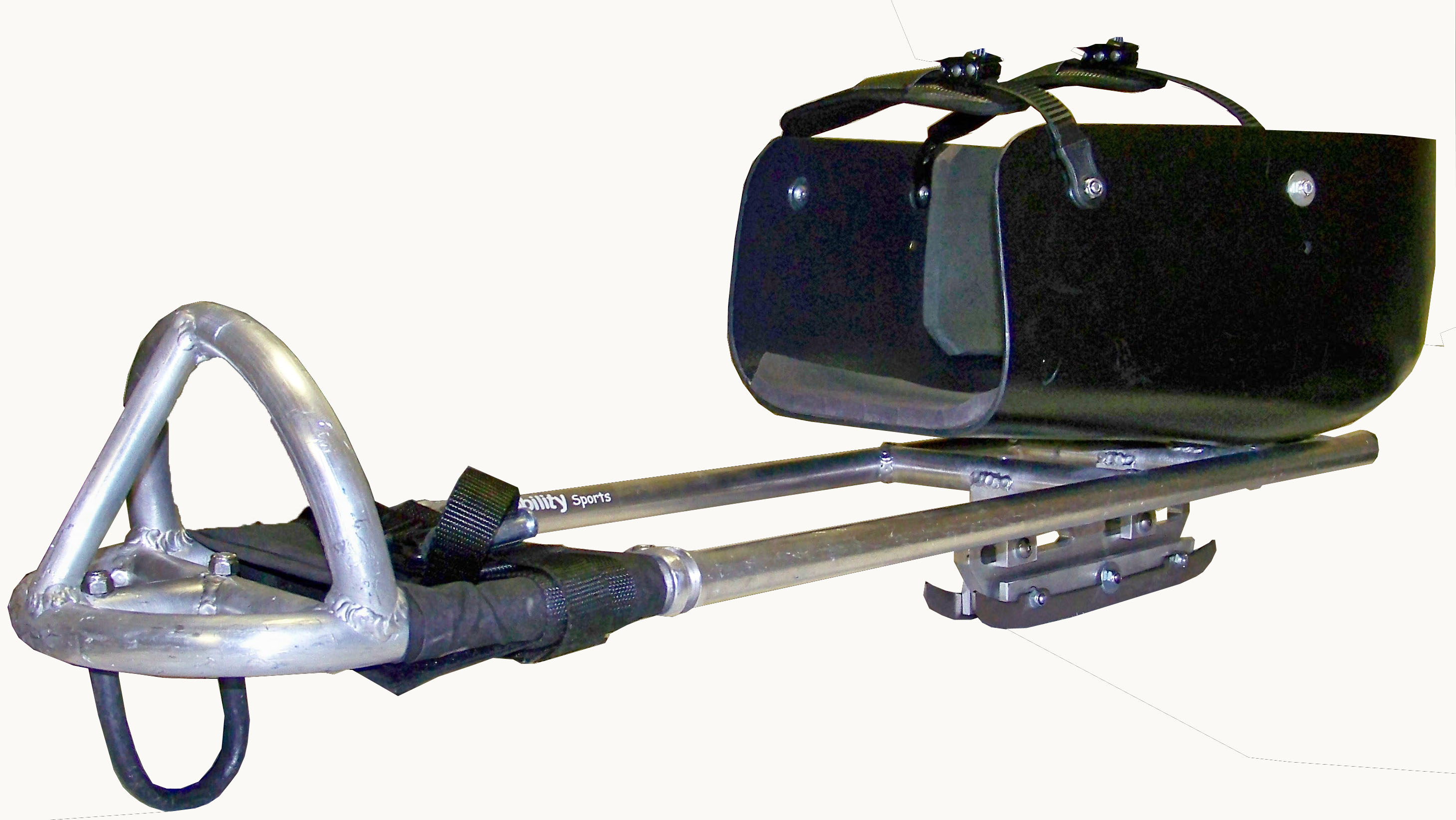
スレッジ

パラアイスホッケー（英語：Para ice hockey）、別名アイススレッジホッケー（英語：Ice sledge hockey）は、下半身に障害を持つ者がアイスホッケーを行なえるように改良された障害者スポーツで、スレッジと呼ばれる専用の橇に乗り、両手にスティックを持って競技する。アイスホッケー同様、氷上の格闘技と呼ばれる。
発祥の地はスウェーデンであり、1960年初頭に身体に障害を持つアイスホッケー選手によって考案されたという。1960年代後半になると北欧諸国にも広まり、国際大会が開催されるようになった。1994年のリレハンメルパラリンピックからは正式な冬季パラリンピック競技に採用された。
当初の競技名称は「アイススレッジホッケー」であったが、2018年より「パラアイスホッケー」に変更した。

## ルール
アイスホッケー#主なルールも参照
基本的にアイスホッケーと同一だが、1ピリオドはアイスホッケーの正味20分に対し、パラアイスホッケーでは正味15分となっている。3ピリオドを行ない、決着がつかない場合は1ピリオド正味10分の延長戦を行なうか、ペナルティショットによって決着をつける。
ベンチ入りのメンバーはゴールキーパーを含めて15名までとなっている。男女混合種目であるが、実際に参加する選手のほとんどが男子であることから、パラリンピックでは、女子選手の参加を進めるため、通常の選手登録枠が17名のところ、女子選手を含む場合は18名まで登録可能とされる（ベンチ入りメンバーが15名である点は変わらない）。
防具は基本的にアイスホッケーと同じ物を用いる。靴の代わりに2枚のブレードを持つスレッジと呼ばれる専用の橇に足を伸ばして座る。ゴールキーパーは他の選手とは異なるスレッジを用い、あぐらをかくようにして座る。スレッジには真下にパックを通せる隙間がある。
スティックはアイスホッケーより短いものを2本持つが、この先端（ブレードとは反対側）にはアイスピックが取り付けられており、これを氷に引っ掛けて滑走する。ゴールキーパーはアイスホッケーのゴールキーパー用スティックをスケールダウンしたような形をした専用のスティックを1本持つ。
障害者スポーツであるため負傷を防ぐ性質はアイスホッケーより強い。例えばヘルメットは、アイスホッケーではゴールキーパー以外は顔面を防護しないものでもよいが、パラアイスホッケーではポジションに関係なく顔面を防護できるものに限られる。また、伸ばしている両足より幅の大きいパイプ状の椅子に囲まれているので、接触プレーがあってもそのパイプ同士がぶつかるだけで、足同士がぶつかることはない。
ホッケーリンクはアイスホッケーと共通だが、ベンチ及びペナルティボックスは選手からリンクが見えるように透明なフェンスを用い、出入りが容易となるためにリンクとの段差をなくし、床には氷またはアクリル等を敷くことが義務付けられている。

### 罰則
アイスホッケーと完全に共通するものは割愛。
インクリーズゴールクリーズにパックがない時に攻撃側の選手がここへ入る、もしくはクリーズの中にいるGKを妨害する。偶発的に入ってしまった場合は即座に出れば反則は取られないが、入っている間は得点が無効になる。
フィリングオンザパック故意に倒れ込むなどしてパックを隠す。GKだけは許される。
パラアイスホッケーのスティックにはアイスピックがあり、これによる負傷の危険があるため、スティックに関する反則はアイスホッケーより厳しい。

## 日本におけるパラアイスホッケー
日本のパラアイスホッケーは、1998年長野パラリンピックに向けた選手の強化・育成のため、1993年にノルウェーから講師を招いて講習会を実施したことにはじまる。長野パラリンピックに日本代表は初出場を果たし、2010年バンクーバーパラリンピックでは優勝候補とされていたカナダに準決勝で勝利し、銀メタルを獲得した。その功績が高く評価され、翌2011年には国際パラリンピック委員会（IPC）が夏季、冬季両大会を対象に選ぶ「Best Team Award」に輝いた。
パラアイスホッケーは、日本ではまだマイナースポーツである。日本におけるパラアイスホッケーの競技人口は、2018年時点でおよそ70人と少ない。チームもまた、国内での長野サンダーバーズ、東京アイスバーンズ、北海道ベアーズなど5チームに留まっている。